# 荷西·保羅·古里路
荷西·保羅·古里路·干沙利斯（西班牙語：José Paolo Guerrero Gonzales，1984年1月1日—），秘魯足球運動員，擔任前鋒，現效力阿根廷足球甲级联赛球會竞赛俱乐部。他曾是秘魯國家足球隊隊員。

## 生平

### 早期
格雷羅出生於祕魯利馬，青年時加入秘魯利馬聯盟的青年隊。2003年時，加盟至拜仁慕尼黑青年隊，並參加2003-04德國南部賽區賽季，期間共出賽23場，踢進21球。在2004年，格雷羅與同是祕魯國家隊前鋒的克勞迪奧·皮薩羅一起共事，並參與德甲2004–05賽季。

### 漢堡
2006年6月，格雷羅宣布轉會至漢堡，簽約至2010年。在漢堡的第一個賽季，格雷羅因傷而無法出賽半個賽季，導致其本季成績不理想，在賽季後期，格雷羅共踢入3球，其第一賽季的成績最後為出賽20場，入5球。在踢入3球的其中一場比賽是對上前東家拜仁慕尼黑，最後格雷羅幫助漢堡以2-1擊敗拜仁慕尼黑，並讓拜仁慕尼黑失去2007–08年歐洲冠軍聯賽參賽資格。在漢堡的第二個賽季，格雷羅共出賽29場，9入球，4助攻的優良表現，成為球會不可或缺的先發人員之一。在歐洲聯賽及其資格賽上，格雷羅在漢堡其間，在歐洲聯賽擁有出場9場，5入球，3助攻的優良表現，是球會內僅次於伊維卡·奧利奇（14球）及拉斐爾·范德法特（12球）的最佳射手。
格雷羅第一個帽子戲法是在2007-08德甲賽季對上卡爾斯魯厄的時候，該場比賽漢堡以7-0大勝卡爾斯魯厄，而格雷羅在剛場比賽踢入第2、第3、第4球，該場比賽讓漢堡保住該季德甲第四名，並獲得2008–09 歐洲足總盃參賽資格。在2008-09德甲賽季時，格雷羅成為漢堡第一前鋒，漢堡總教練馬田·祖爾甚至說出希望格雷羅不要在賽季生病等話。
在2010年4月賽季快結束對上漢諾威時，格雷羅因遭到漢堡球迷的辱罵，而將水瓶丟向人群中，砸中該球迷的臉部，事後遭罰€50,000–100,000，德國足球總會後來追加禁賽5場，加罰€20,000。格雷羅總計在德甲期間，共出賽8個賽季，161場，47入球。

### 科林蒂安

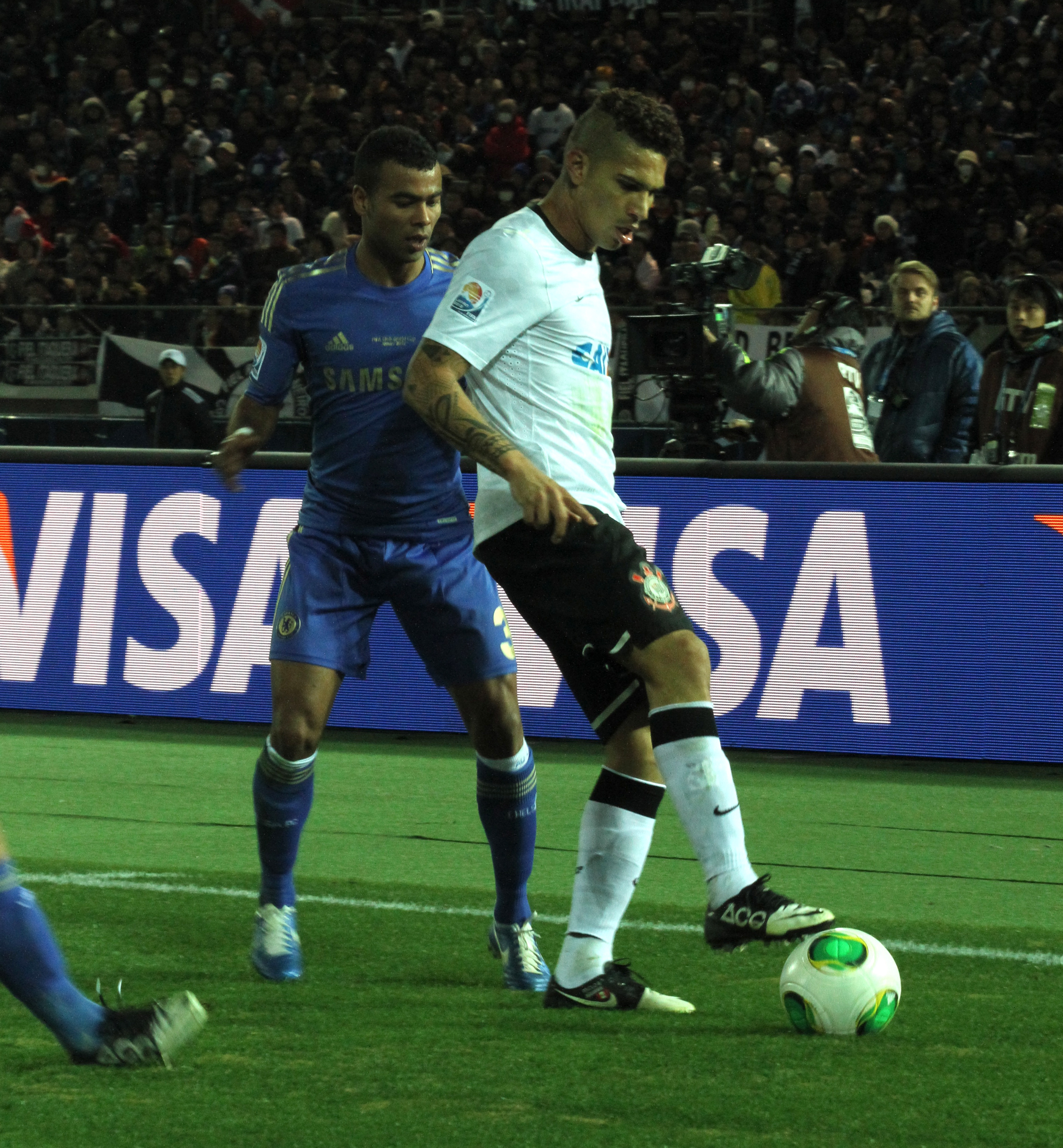
格雷羅在2012年國際足總俱樂部世界盃替科林蒂安出賽。

格雷羅在2012年時加入巴甲球會科林蒂安，並在2012年國際足總俱樂部世界盃期間，踢進兩球幫助科林蒂安獲得該屆冠軍，一場在準決賽以1-0擊敗阿赫利，一場在決賽以1-0擊敗切爾西。2013年5月，格雷羅成為首位登上巴西最大足球雜誌Placar封面的祕魯足球運動員。2015年，格雷羅與科林蒂安因合同談判沒能達成協議，因此在2015年7月15日將結束與科林蒂安的合同。格雷羅在科林蒂安最後一場比賽是在5月24日對上富明尼斯時，在該場比賽三天後，科林蒂安公布格雷羅將離去的消息。

### 佛朗明哥
2015年5月29日，格雷羅證實將在2015年美洲國家盃替祕魯國家隊出賽結束後，將加盟佛朗明哥。

## 國家隊
格雷羅首次替國家隊出賽是在2006年世界盃外圍賽時，期間共踢入2球。在國家隊首次入球是在主場對上智利，該場最後以2−1獲勝。在2005年3月30日於主場對上厄瓜多時，格雷羅在開賽一分鐘就踢進1球，但該場比賽最後以2-2賽和。在2007年美洲國家盃對上烏拉圭時，格雷羅為國家隊踢入1球，該場祕魯最後以3-0獲勝。
在2010年世界盃外圍賽時，格雷羅因傷而無法出賽數場球賽，之後在2008年6月對上烏拉圭時，格雷羅因辱罵裁判而遭國際足總禁賽六場，該判罰對祕魯是雪上加霜。總教練何塞·德尔·索拉尔之後被換下，替換成烏拉圭籍塞爾吉奧·馬爾卡良，而格雷羅之後於2011年美洲國家盃再度入選國家隊。在克勞迪奧·皮薩羅因傷無法上陣下，格雷羅成為國家隊重要的先發前鋒，總計共出賽5場。格雷羅在該屆小組賽對上烏拉圭與墨西哥時，皆有踢入1球，並在季軍賽對上委內瑞拉時，完成他在美洲盃首次的帽子戲法，該場比賽祕魯最後以4-1獲勝，格雷羅成為該屆神射手。
在2015年美洲國家盃於半準決賽對上玻利維亞時，格雷羅再度完成帽子戲法，該場比賽祕魯最後以3-1獲勝，晉級四強。
總計自2004年起，格雷羅為國家隊出賽61場，參加三屆美洲國家盃，並在2001年幫助祕魯獲得美洲盃季軍。
2017年11月，由于在南美区世预赛和阿根廷队的比赛赛后被查出可卡因呈阳性，格雷罗被遭到临时禁赛，随后国际足联纪律委员会宣布，对他处以禁赛一年的处罚。不过后来，国际足联更改了决定，将禁赛期缩短到了6个月，但就在世界杯前一个月，世界反兴奋剂机构又提出上诉，最终国际体育仲裁法庭给出了判决是：禁赛14个月。这样则导致格雷罗会无缘俄罗斯世界杯。
格雷罗不服，他前往瑞士联邦法院进行上诉。最终法院判决格雷罗能够参加世界杯，他的禁赛推迟到俄罗斯世界杯结束后开始。

## 榮譽

### 球會
拜仁慕尼黑
- 德国足球甲级联赛冠軍：2004–05、2005–06
- 德國盃冠軍：2004–05、2005–06
- 德国南部賽區（英语：Regionalliga Süd）冠軍：2003–04 (拜仁慕尼黑二隊期間)

漢堡
- 圖圖盃：2007

科林蒂安
- 巴西聖保羅州聯賽冠軍：2013
- 南美優勝者杯冠軍：2013
- 國際足總俱樂部世界盃冠軍：2012

### 國家隊
秘魯 U17
- 玻利瓦爾運動會足球項目冠軍：2001

秘魯
- 美洲盃季軍：2011

### 個人

格雷羅與大衛·路易斯、卡斯奧·拉莫斯於2012年國際足總俱樂部世界盃一同獲獎。

- 德国南部賽區（英语：Regionalliga Süd）：神射手（21球）
- 2007年美洲國家盃：秘魯隊最佳球員
- 2011年美洲國家盃：神射手
- 2011年美洲國家盃：最佳陣容
- 2012年國際足總俱樂部世界盃：銅球獎
- 2012年國際足總俱樂部世界盃：最佳前鋒
- 2013年巴西聖保羅州聯賽：最佳前鋒
- 2013年巴西聖保羅州聯賽：最佳陣容

## 外部連結
- HSV profile
- fussballdaten.de：Paolo Guerrero之統計數據 （德文）